# Felin (imię)
Felin — imię męskie, którego patronem jest św. Felin, towarzysz św. Gratyniana i razem z nim patron Arony. Gratynian i Felin zostali męczennikami za czasów cesarza Decjusza. Relikwie przeniesiono do opactwa w Aronie, gdzie opatem–komendatariuszem był w 1550 Karol Boromeusz. Obecnie opactwo jest zlikwidowane, ale kościół pod wezwaniem męczenników istnieje po dziś dzień.
Żeński odpowiednik: Felina. 
Felin imieniny obchodzi 1 czerwca.